# Mühlhausen (Kastl)
Mühlhausen ist ein in der Oberpfalz gelegenes Dorf, das ein Gemeindeteil von Kastl ist.

## Lage
Der Ort befindet sich in der Region Oberpfälzer Jura und liegt in der nach Utzenhofen benannten Gemarkung. Mühlhausen selbst ist einer von 39 Ortsteilen des Marktes Kastl. Das Dorf liegt dreieinhalb Kilometer südöstlich von Kastl und Hohenburg ist neun Kilometer entfernt.

## Verkehr
Die Staatsstraße 2240 verläuft am nördlichen Ortsrand entlang. Vom ÖPNV wird der Ort mit der Buslinie 445 des VGN angefahren, allerdings nur als Rufbus.